# Fujiwara no Kaneko
En aquest nom japonès, el cognom és Fujiwara.
Fujiwara no Kaneko, Fujiwara no Nagako, Sanuki Tenji («dama de Sanuki») o Sanuki no Suke («assistent de Sanuki») fou una escriptora. Tenji és una categoria de dama cortesana. La persona que hi ha darrere d'aquest nom es creu que pot ser de Fujiwara no Kaneko o la seva germana gran Fujiwara no Nakago. Però Kaneko és qui tenia el títol de tenji de l'emperador Horikawa (1087-1107) i també va seguir de tenji amb el successor Toba (1108-1123). A més a més de poesies identificades en diferents antologies oficials, hi ha el seu diari Sanuki no Suke no Nikki o Sanuki Tenji Nikki (Diari de Sanuki Tenji) que comença a la sisena lluna de 1107, data de la mort de l'emperador Horikawa, i que continua amb la pujada al regnat el seu fill Toba. Aquesta obra és difícil de llegir, atès que manquen fragments de l'obra i això ha fet que sigui oblidada per la lectura d'estudis de l'època. La seva escriptura és austera i profunda. Hi ha la descripció d'un daijoe, solemne cerimònia sintoista que celebraven tots els emperadors en honor dels avantpassats.